# کیت بنیستر (بازیکن فوتبال، زاده ۱۹۳۰)
کیت بنیستر (انگلیسی: Keith Bannister; ۱۳ نوامبر ۱۹۳۰ – اوت ۲۰۱۶ (۸۵ ساله)) بازیکن فوتبال اهل بریتانیا بود.
از باشگاه‌هایی که در آن بازی کرده‌است می‌توان به باشگاه فوتبال پیتربورو یونایتد، باشگاه فوتبال شفیلد یونایتد، باشگاه فوتبال چسترفیلد، باشگاه فوتبال نوریچ سیتی، باشگاه فوتبال ماتلوک تاون، باشگاه فوتبال بیرمنگام سیتی، باشگاه فوتبال وورکساپ تاون، و باشگاه فوتبال ورکسام اشاره کرد.